# Gianfranco Girotti
Gianfranco Girotti, O.F.M.Conv. (nascido em Roma, 21 de abril de 1937) é um bispo titular italiano. Ele é Regente Emérito da Penitenciária Apostólica desde sua aposentadoria em 26 de junho de 2012. Ele serviu como regente de 16 de fevereiro de 2002 a 2012. Ele já havia servido como subsecretário da Congregação para a Doutrina da Fé.

## Biografia
Foi ordenado sacerdote para a diocese de Roma em 17 de fevereiro de 1963, aos 25 anos de idade. Mais tarde, tornou-se membro da Ordem dos Frades Menores Conventuais. Concluiu seus estudos em Roma e obteve um bacharelado em filosofia pela Pontifícia Universidade Urbaniana, licenciado em teologia sagrada pela Pontifícia Faculdade de Teologia "São Boaventura", doutorado em utroque jure pela Pontifícia Universidade Lateranense e diploma de advogado em Rota Romana.
Em sua ordem, ele foi assistente geral para problemas legais e procurador-geral da ordem. Em 1969, foi nomeado subsecretário da Congregação para a Doutrina da Fé e atuou como chefe da seção de disciplina. Ele também foi professor da Pontifícia Universidade Urbaniana, ensinando Direito nos Institutos de Vida Consagrada, e foi juiz no tribunal eclesiástico da Lácio.
Em 2002, foi nomeado regente, o segundo oficial de classificação, na Penitenciária Apostólica, que trata do perdão de cinco casos específicos: candidatos ao sacerdócio que participaram diretamente de um aborto; padres que quebraram o selo da confissão; padres que deram absolvição sacramental a um parceiro sexual deles; profanação da Eucaristia; e fazer um atentado a vida do Papa.
Em 15 de novembro de 2006, aos quase 70 anos, foi nomeado bispo titular de Meta e consagrado em 16 de dezembro pelo cardeal Tarcisio Bertone, com os cardeais James Francis Stafford e Jean-Louis Tauran como principais co-consagradores.
Em uma coletiva de imprensa de 2008, Girotti alertou os traficantes de drogas, os obscenamente ricos, poluidores ambientais e cientistas genéticos "manipuladores" de que eles corriam o risco de cometer pecados mortais. Ele disse que as pesquisas mostraram que 60% dos católicos na Itália não foram mais confessados. Ele disse que os padres devem levar em conta "novos pecados que apareceram no horizonte da humanidade como corolário do processo imparável da globalização". Enquanto no passado o pecado era considerado um assunto individual, ele agora tinha "ressonância social". Ele explicou: “Você ofende a Deus não apenas roubando, blasfemando ou cobiçando a esposa de seu vizinho, mas também arruinando o meio ambiente, realizando experimentos científicos moralmente discutíveis ou permitindo manipulações genéticas que alteram o DNA ou comprometem embriões”.
Em 2010, o bispo Girotti falou aos padres sobre os desafios e as situações complexas que os confessores precisam lidar. Ele lembrou que a igreja procura ajudar "mesmo em situações humanamente tão difíceis que parecem não ter solução". Entre essas situações está a situação dos católicos divorciados que, se se casarem novamente, não poderão mais ter comunhão. Girotti disse que, nesses casos, se a pessoa não puder se separar do novo cônjuge por várias razões, o confessor poderá sugerir que abster-se de sexo e transformar o relacionamento em amizade pode abrir caminho para a possibilidade de participar novamente da Sagrada Comunhão. Ele também disse que os confessores devem ter cuidado com os estados psicológicos dos penitentes; se eles se encontrarem com alguém com problemas sérios, não devem "tentar ser psicólogos", mas sim procurar ajuda especializada. Ele alertou que, no caso de reincidentes, que não demonstram sequer uma intenção mínima de mudar, a absolvição não deve ser concedida; mas o padre deve ser muito paciente, porque uma conversão é sempre possível.
Em 15 de setembro de 2012, Girotti foi nomeado membro da Congregação para as Causas dos Santos por um período de cinco anos.